# Реакція гомологізації
В органічній хімії реакція гомологізації, також відома як гомологація, — це будь-яка хімічна реакція, яка перетворює реагент на наступний член гомологічного ряду цього реагенту. Гомологічний ряд — це група сполук, які відрізняються постійною одиницею, зазвичай метиленом(−CH2−) групою. Гомологи — речовини, що належать до одного гомологічного ряду. 
Реагенти зазнають гомології, коли кількість повторюваних структурних одиниць у молекулах збільшується. Найпоширеніші реакції гомологізації збільшують кількість метиленових груп(−CH2−) в насиченому ланцюзі всередині молекули.  Наприклад, реакція альдегідів або кетонів з діазометаном або метоксиметилентрифенілфосфіном з утворенням наступного гомолога в ряду.
Приклади реакцій гомологізації включають:
- Синтез Кіліані-Фішера, де молекула альдози збільшужться у розмірі за допомогою триетапного процесу:
  1. Нуклеофільного приєднання ціаніду до карбонільної групи з утворенням ціаногідрину
  2. Гідролізу з утворенням лактону
  3. Відновлення з утворенням гомологічної альдози, яка є наступною в гомологічному ряду
- Реакція Віттіга альдегіду з метоксиметилентрифенілфосфіном, в результаті якої утворюється гомологічний альдегід.
- Реакція Арндта-Ейстерта — це серія хімічних реакцій, спрямованих на перетворення карбонової кислоти на вищий гомолог карбонової кислоти (тобто такий, що містить один додатковий атом вуглецю).
- Гомологація ефіру Ковальського, альтернатива синтезу Арндта-Айстерта. Використовувався для перетворення у β-аміноестери з α-аміноестерів через проміжний продукт інолят. [2]
- Гомологація Сейферта-Гілберта є реакцією, якій альдегід перетворюється на термінальний алкін, а потім гідролізується назад до альдегіду. Термінальним алкіном вважається той алкін, в молекулі якого є хоч один гідроген,який з'єднаний з вуглецем, який в свою чергу має потрійний зв'язок з іншим атомом або той алкін, у якого (-C≡) знаходиться в екстримальній позиції(часто енергетично невигідній позиції).

Деякі реакції збільшують довжину ланцюга більш ніж на одну одиницю. Наприклад, реакція ДеМайо є однією з таких. Ця реакція є гомологізації двох вуглецевих атомів.

## Зменшення ланцюга
Довжина ланцюга також може бути і зменшена :
- У процесі розпаду Галлахера-Голландера (1946) піровиноградна кислота видаляється з лінійної аліфатичної карбонової кислоти, що призводить до утворення нової кислоти без 2 атомів вуглецю.[3] Ілюстрація стосується перетворення жовчної кислоти в серії реакцій:
- утворення хлорангідриду 2 з тіонілхлоридом;
- утворення діазокетону 3 з діазометаном;
- утворення хлорметилкетону 4 з соляною кислотою;
- органічне відновлення хлору до метилкетону 5;
- галогенування кетону до 6;
- реакція елімінування з піридином до енону 7;
- окислення триоксидом хрому до біснорхоланової кислоти 8.

- У реакції Гукера (1936) алкільний ланцюг у нафтохіноні (вперше було помічене у сполуці лапахол) відновлюється на одну метиленову одиницю у формі вуглекислого газу при кожному окисленні перманганату калію.[4][5]

Механічно, окислення викликає розрив кільця по алкеновій групі, екструзію(витіснення) вуглекислого газу під час декарбоксилюваннія з подальшим замиканням кільця.